# Ebbe Wenting
Ebbe Wenting (Hengelo, 28 juni 2000) is een Nederlands voetballer die als middenvelder voor De Graafschap speelt.

## Carrière
Ebbe Wenting speelde in de jeugd van SV Keijenburgse Boys en De Graafschap. Hij debuteerde in het eerste elftal van De Graafschap op 1 oktober 2021, in de met 0-3 gewonnen uitwedstrijd tegen TOP Oss. Hij kwam in de 90e minuut in het veld voor Giovanni Korte. Na nog een invalbeurt van één minuut tegen Telstar, tekende hij in november 2021 zijn eerste contract bij De Graafschap.

### Statistieken
| Seizoen                    | Club           | Land           | Competitie     | Competitie | Competitie | Beker | Beker | Totaal | Totaal |
| Seizoen                    | Club           | Land           | Competitie     | Wed.       | Dlp.       | Wed.  | Dlp.  | Wed.   | Dlp.   |
| -------------------------- | -------------- | -------------- | -------------- | ---------- | ---------- | ----- | ----- | ------ | ------ |
| 2020/21                    | De Graafschap  | Nederland      | Eerste divisie | 0          | 0          | 0     | 0     | 0      | 0      |
| 2021/22                    | De Graafschap  | Nederland      | Eerste divisie | 2          | 0          | 0     | 0     | 2      | 0      |
| Carrièretotaal             | Carrièretotaal | Carrièretotaal | Carrièretotaal | 2          | 0          | 0     | 0     | 2      | 0      |
| Bijgewerkt op 5 maart 2022 |                |                |                |            |            |       |       |        |        |